# Cestopagurus timidus
Cestopagurus timidus is een tienpotigensoort uit de familie van de Paguridae. De wetenschappelijke naam van de soort is voor het eerst geldig gepubliceerd in 1830 door Roux.